# Лаван

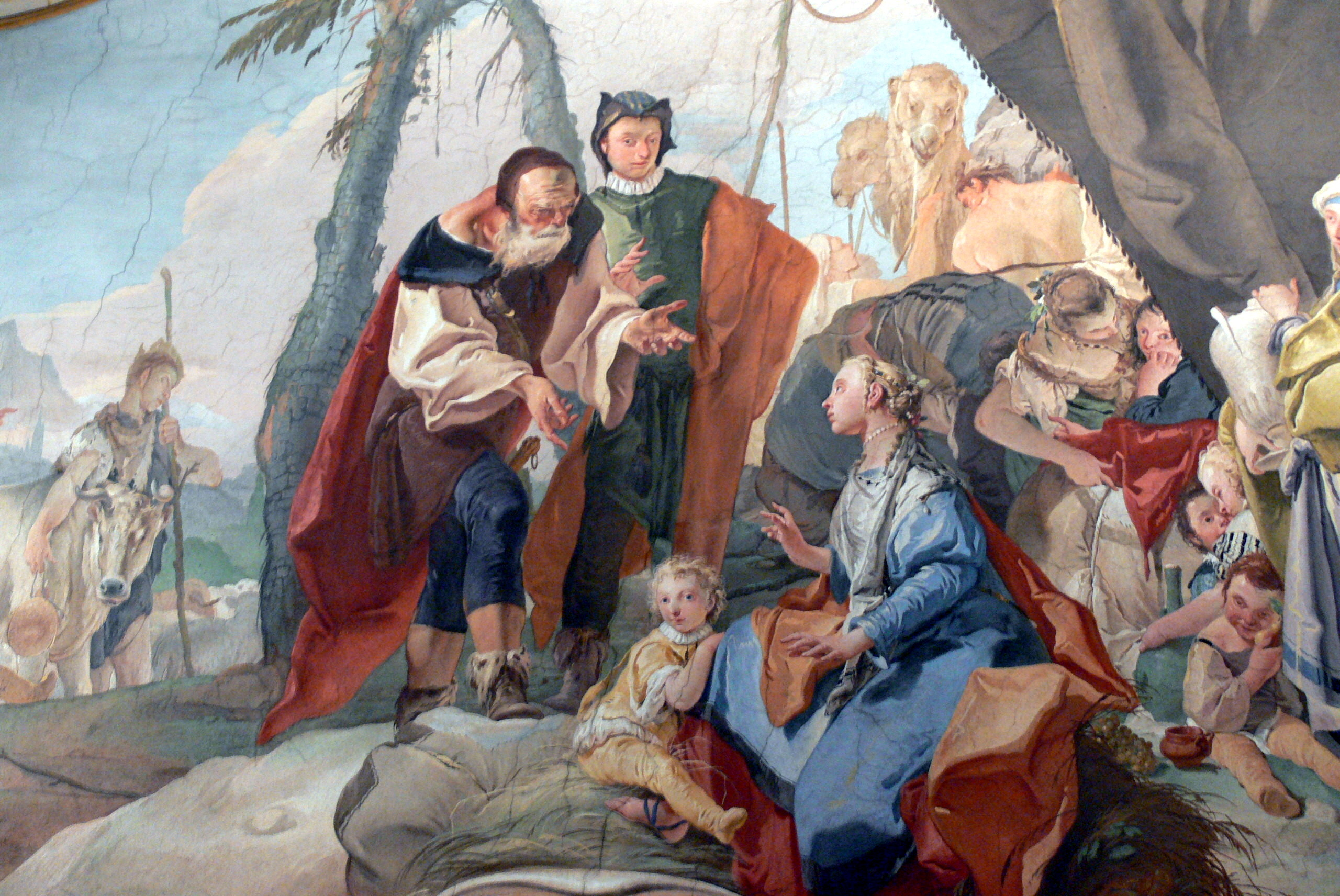
Лаван шукає у Рахилі своїх вкрадених божків, Тьєполо фреска з Архієпископського палацу в Удіне, Італія

Лаван (івр. לָבָן) — біблійний герой. Брат Ревеки— дружини Ісаака, що мешкав поблизу Харану. Лаван був скотарем, власником стад дрібної рогатої худоби. У нього знаходить притулок його племінник Яків (син Ісаака і Ревеки), що рятується від переслідування свого брата Ісава (Бут. 27:43). Лаван взяв до себе робітником Якова на сім, а потім ще сім років роботи за право одружитися з його дочками. Лаван видав за Якова спочатку свою старшу дочку Лію, а потім і молодшу — Рахиль. Згодом між Лаваном і Яковом виникли непорозуміння, і Яків змушений був зі всією своєю сім'єю і добром утекти від Лавана (Бут. 31:17-18). Лаван наздогнав Якова, звинуватив його у викраданні домашніх божків, проте наприкінці помирився і відпустив (Бут. 31:22-54).